# Free (Mýa)
Free è un singolo della cantante statunitense Mýa, pubblicato il 21 novembre 2000 come terzo e ultimo estratto dal secondo album in studio Fear of Flying.
Il brano è scritto dalla stessa cantante assieme a Jimmy Jam & Terry Lewis, Alexander Richbourg e Tony Tolbert.

## Descrizione
Il brano è incluso della colonna sonora del film Bait - L'esca ed è stato successivamente incluso nella riedizione dell'album Fear of Flying.

## Tracce
CD Maxi (Europa)
1. Free – 5:21
2. Free (X.Men Vocal Mix) – 4:19
3. Free (Ricco) – 4:11
4. Free (Video) – 4:11

CD Maxi (Australia e Nuova Zelanda)
1. Free (Album Version) – 5:16
2. Free (Milk & Sugar Mix) – 3:23
3. Free (Howard & Cross Version) – 4:20
4. Case of the Ex (Mya Remix) – 3:31
5. Free (Milk & Sugar Club Mix) – 7:28
6. Free (Milk & Sugar Club Mix Instrumental) – 7:28
7. Free (Video)

## Classifiche

### Classifiche settimanali
| Classifica (2001) | Posizione massima |
| ----------------- | ----------------- |
| Australia         | 4                 |
| Belgio (Fiandre)  | 52                |
| Belgio (Vallonia) | 48                |
| Germania          | 66                |
| Irlanda           | 35                |
| Paesi Bassi       | 41                |
| Regno Unito       | 11                |
| Stati Uniti       | 42                |
| Svizzera          | 76                |

### Classifiche di fine anno
| Classifica (2001) | Posizione |
| ----------------- | --------- |
| Australia         | 32        |